# 宜沟站
宜沟站是一个京广铁路上的车站，位于河南省安阳市汤阴县宜沟镇，建于1913年。目前由中国铁路郑州局集团安阳车务段管辖，不办理客货运营业。